# Blair Witch
Blair Witch — компьютерная игра в жанре survival horror, разработанная польской компанией Bloober Team. Игра основана на первом фильме франшизы «Ведьма из Блэр» и является его сиквелом. Игра вышла на платформах Windows, Xbox One, PlayStation 4 30 августа 2019 года.

## Игровой процесс
Игра фокусируется на механике выживания и скрытности и играется от первого лица, требуя от игрока постоянно использовать имеющиеся у него предметы: фонарик, мобильный телефон, камера и собака, чтобы найти следы пропавшего мальчика и попутно отбиваясь от призрачных существ. По пути игроки найдут странных деревянных кукол, фотографии и кассеты, а также будут решать головоломки. Как и фильм, он объединяет поджанр найденных кадров с игровым процессом и сюжетом, часто за счет использования кассет.

## Сюжет
События игры разворачиваются через два года после событий фильма Ведьма из Блэр: Курсовая с того света, в 1996 году. Маленький мальчик пропадает без вести в лесу Блэк Хиллз в городе Беркитсвиль, штат Мэриленд. Главный герой Эллис Линч, бывший полицейский с тяжёлым прошлым, подключается к поискам ребёнка. Обычное расследование быстро превращается в бесконечный кошмар, ведь герою приходится противостоять ведьме из Блэр — тёмной силе, поселившейся в лесу.

## Критика
| Сводный рейтинг       | Сводный рейтинг                 |
| Агрегатор             | Оценка                          |
| --------------------- | ------------------------------- |
| GameRankings          | - (PC) 67,00 % - (XONE) 70,00 % |
| Metacritic            | (PC) 69/100 (XONE) 66/100       |
| OpenCritic            | 69/100                          |
| Иноязычные издания    |                                 |
| Издание               | Оценка                          |
| Destructoid           | 7/10                            |
| Game Informer         | 7/10                            |
| GameRevolution        | [ 10 ]                          |
| GameSpot              | 5/10                            |
| GamesRadar+           | [ 12 ]                          |
| IGN                   | 8,8/10                          |
| PC Gamer (US)         | 58/100                          |
| Русскоязычные издания |                                 |
| Издание               | Оценка                          |
| 3DNews                | 7,5/10                          |
| Gametech              | 5/10                            |
| StopGame.ru           | «Похвально»                     |
| «Игромания»           | «Печально»                      |
| «Игры Mail.ru»        | 5/10                            |